# NGC 3296
NGC 3296 is een elliptisch sterrenstelsel in het sterrenbeeld Waterslang. Het hemelobject werd in 1886 ontdekt door de Amerikaanse astronoom Francis Preserved Leavenworth.

## Synoniemen
- IC 618
- NPM1G -12.0322
- PGC 31155